# Салін (Кальвадос)
Салін (фр. Saline) — колишній муніципалітет у Франції, у регіоні Нижня Нормандія, департамент Кальвадос. Салін утворено 1-1-2017 шляхом злиття муніципалітетів Саннервіль i Троарн. Адміністративним центром муніципалітету став Троарн.
31 грудня 2017 року адміністративний суд відмінив це злиття.